# Джунгляк рудий
Джунгляк рудий (Pellorneum bicolor) — вид горобцеподібних птахів родини Pellorneidae. Мешкає в Південно-Східній Азії.

## Опис
Довжина птаха становить 16,5–18 см. Верхня частина тіла рудувато-коричнева, хвіст рудувато-коричневий, дещо яскравіший. Нижня частина тіла охриста або кремово-біла, груди дещо темніші. Верхня частина голови світло-руда. Від дзьобо до очей ідуть охристо-сірі смуги. Над очима світлі "брови", щоки охристо-коричневі.

## Поширення і екологія
Руді джунгляки мешкають на Малайському півострові, на Суматрі, Калімантані та на острові Банка. Вони живуть в тропічних і заболочених лісах та на плантаціях. Зустрічаються на висоті до 600 м над рівнем моря.